# NGC 3947
NGC 3947 је спирална галаксија у сазвежђу Лав која се налази на NGC листи објеката дубоког неба.
Деклинација објекта је + 20° 45' 6" а ректасцензија 11h 53m 20,3s. Привидна величина (магнитуда) објекта NGC 3947 износи 13,1 а фотографска магнитуда 13,9. NGC 3947 је још познат и под ознакама UGC 6863, MCG 4-28-88, CGCG 127-95, IRAS 11507+2101, PGC 37264.